# Tymbark
Tymbark – wieś (dawniej miasto) w Polsce położona w województwie małopolskim, w powiecie limanowskim, siedziba gminy Tymbark.
Tymbark uzyskał lokację miejską w 1353 roku, zdegradowany w 1896 roku. Tymbark był miastem królewskim położonym w końcu XVI wieku w tenucie tymbarskiej w powiecie szczyrzyckim województwa krakowskiego. W latach 1975–1998 miejscowość administracyjnie należała do województwa nowosądeckiego.

## Położenie
Znajduje się niespełna 66 km na południowy wschód od Krakowa drogą przez Myślenice i Mszanę Dolną, oraz w odległości 10 km na zachód od Limanowej, oraz przy linii kolejowej Nowy Sącz – Chabówka i przy drodze krajowej nr 28 pomiędzy Limanową a Mszaną Dolną. Tymbark położony jest w centralnej części Beskidu Wyspowego. Zabudowania i pola Tymbarku znajdują się w dolinie rzeki Łososina i dolnej części uchodzącej do niej Słopniczanki, oraz na zboczach wzniesień: Paproć, Zęzów i Łopień.

## Części wsi
| SIMC    | Nazwa        | Rodzaj     |
| ------- | ------------ | ---------- |
| 0467548 | Góry         | część wsi  |
| 0467554 | Kopana Droga | część wsi  |
| 0467560 | Miasto       | część wsi  |
| 0467583 | Pasterniki   | część wsi  |
| 0467643 | Podlas       | przysiółek |
| 0467590 | Podwisiołki  | część wsi  |
| 0467608 | Trawniki     | część wsi  |
| 0467614 | Węglarka     | część wsi  |
| 0467620 | Zawodzie     | część wsi  |
| 0467637 | Zęzów        | część wsi  |

## Pochodzenie nazwy
W roku 1353 na terenie dzisiejszego Tymbarku powstała parafia, erygowana przez króla Kazimierza Wielkiego, który następnie w roku 1357 lokował tu dla kolonistów niemieckich miasto Tannenberg. Pierwotna nazwa miasta (niem. „jodłowa góra”), jak i jego mieszkańcy ulegli następnie procesowi polonizacji.

## Historia
Miasto królewskie zostało założone przez Kazimierza III Wielkiego na prawie magdeburskim w 1353 roku. Zasadźcą był Hanco Dives, syn Jana Bogacza. Prawa miejskie Tymbark stracił w roku 1934.
W XIX w. kościele parafialnym w Tymbarku znajduje się zabytkowa sygnaturka „Katarzyna” z roku 1349, dzwon „Urban” z roku 1536, kamienna chrzcielnica z roku 1541 oraz XVII w. obraz świętej Anny Samotrzeć.
17 lipca 1929 prezydent Ignacy Mościcki odwiedził Tymbark.
W roku 1935 założono z inicjatywy nauczyciela Górskiej Szkoły Rolniczej w Łososinie Górnej, inż. Józefa Marka, Podhalańską Spółdzielnię Owocarsko-Warzywną, która dziś stanowi zakład przetwórstwa owocowego należący do Spółki Akcyjnej Tymbark.

## Zabytki
Obiekt wpisany do rejestru zabytków nieruchomych województwa małopolskiego.
- Ratusz (urząd gminy);
- zespół dworsko-pałacowy obejmujący dwór, oranżerię i park;
- cmentarz z I wojny światowej nr 365;
- kaplica grobowa rodziny Myszkowskich.

### Inne zabytki
- Kapliczka na Górach;
- kamienna kapliczka z figurą św. Floriana;
- liczne zabytkowe kapliczki i figurki;
- kościół Narodzenia Najświętszej Maryi Panny.

## Sport
- Klub Sportowy Harnaś Tymbark – piłkarski klub sportowy założony 24 października 1949 roku przy Podhalańskiej Spółdzielni Owocarskiej; obecnie w klasie A. barwy żółto - zielone[13].